# Andrew Carnegie Medals for Excellence in Fiction and Nonfiction
Die Andrew Carnegie Medals for Excellence in Fiction and Nonfiction (deutsch Andrew-Carnegie-Medaillen für Exzellenz in Fiktion und Nonfiktion) wurden 2010 begründet. Ausgezeichnet werden die besten Romane und Sachbücher für erwachsene Leser. Die Bücher sollen in den USA veröffentlicht worden sein.
Der Preis ist nach dem amerikanischen Philanthropen Andrew Carnegie benannt. Damit wird dessen tiefe Liebe zu Büchern gewürdigt. Der Preis wird durch die Carnegie Corporation of New York unterstützt und von der American Library Association (ALA) organisiert. Booklist und die Reference and User Services Association (RUSA) sind ebenfalls unterstützend involviert. Ein siebenköpfiges Komitee stellt die Liste aus. Dabei handelt es sich um Literaturexperten. Die Gewinne werden im Juni auf der  American Library Association Annual Conference übergeben. Die Gewinner erhalten einen Preis in Höhe von 5.000 US-Dollar. Die Zweiten erhalten einen Preis in Höhe von 1.500 US-Dollar. Der Artikel listet die Sieger und die Zweit- und Drittplatzierten auf.

## Finalisten und Gewinner

### 2012
Fiktion
- Sieger: Anne Enright, The Forgotten Waltz (dt.: Anatomie einer Affäre)
- Russell Banks, Lost Memory of Skin (dt.: Verstoßen)
- Karen Russell, Swamplandia! (dt.: Swamplandia)

Sachbuch
- Sieger:  Robert Massie, Catherine the Great: Portrait of a Woman
- James Gleick, The Information: A History, A Theory, A Flood (dt.: Die Information. Geschichte, Theorie, Flut)
- Manning Marable, Malcolm X: A Life of Reinvention

### 2013
Fiktion
- Sieger:  Richard Ford, Canada (dt.: Kanada)
- Junot Díaz, This Is How You Lose Her (dt.: Und so verlierst du sie)
- Louise Erdrich, The Round House (dt.: Das Haus des Windes)

Sachbuch
- Sieger:  Timothy Egan, Short Nights of the Shadow Catcher: The Epic Life and Immortal Photographs of Edward Curtis
- Jill Lepore, The Mansion of Happiness: A History of Life and Death
- David Quammen, Spillover: Animal Infections and the Next Human Pandemic

### 2014
Fiktion
- Sieger:  Donna Tartt, The Goldfinch (dt.: Der Distelfink)
- Chimamanda Ngozi Adichie, Americanah
- Edwidge Danticat, Claire of the Sea Light

Sachbuch
- Sieger:  Doris Kearns Goodwin, The Bully Pulpit: Theodore Roosevelt, William Howard Taft, and the Golden Age of Journalism
- Nicholas A. Basbanes, On Paper: The Everything of Its Two-Thousand-Year History
- Sheri Fink, Five Days at Memorial: Life and Death in a Storm-Ravaged Hospital

### 2015
Fiktion
- Sieger: Anthony Doerr, All the Light We Cannot See (dt.: Alles Licht, das wir nicht sehen)
- Chang-Rae Lee, On Such a Full Sea
- Colm Tóibín, Nora Webster (dt.: Nora Webster, Scribner)

Sachbuch
- Sieger: Bryan Stevenson, Just Mercy: A Story of Justice and Redemption (dt.: Ohne Gnade. Polizeigewalt und Justizwillkür in den USA)
- Elizabeth Kolbert, The Sixth Extinction: An Unnatural History (dt.: Das sechste Sterben. Wie der Mensch Naturgeschichte schreibt)
- Lawrence Wright, Thirteen Days in September: Carter, Begin and Sadat at Camp David

### 2016
Fiction
- Sieger: The Sympathizer von Viet Thanh Nguyen
- The Book of Aron von Jim Shepard
- A Little Life von Hanya Yanagihara

Nonfiction
- Sieger: Hold Still: A Memoir with Photographs von Sally Mann
- H is for Hawk von Helen Macdonald
- The Invention of Nature: Alexander von Humboldt’s New World von Andrea Wulf

### 2017
Fiction
- Sieger: The Underground Railroad von Colson Whitehead

Nonfiction
- Sieger: Evicted: Poverty and Profit in the American City von Matthew Desmond

### 2018
Fiction
- Sieger: Manhattan Beach von Jennifer Egan

Nonfiction
- Nicht vergeben, nachdem der vorgesehene Empfänger Sherman Alexie auf die Auszeichnung (für You Don't Have to Say You Love Me: A Memoir) verzichtet hatte[10]

### 2019
Fiction
- Sieger: The Great Believers von Rebecca Makkai

Nonfiction
- Sieger: Heavy: An American Memoir von Kiese Laymon

### 2020
Fiction
- Sieger: Lost Children Archive von Valeria Luiselli

Nonfiction
- Sieger: Midnight in Chernobyl: The Untold Story of the World’s Greatest Nuclear Disaster von Adam Higginbotham

### 2021
Fiction
- Sieger: Deacon King Kong von James McBride

Nonfiction
- Sieger: Fathoms: The World in the Whale von Rebecca Giggs